# Matthias Anomäus
Matthias Anomäus, auch Anomoeus, Anomaeus (gräzisiert aus Ungleich, griech. ἀνομοιός; * um 1550 in Wunsiedel; † 5. August 1614 in Steyr), war ein deutscher Pädagoge, Mathematiker und Mediziner.

## Leben
Anomäus begann im Wintersemester 1568 ein Studium an der Universität Basel. 1572 wechselte er an die Universität Tübingen, wo er 1573 den akademischen Grad eines Magisters erwarb und unter die Lehrkräfte aufgenommen wurde. Er nahm ein Medizinstudium auf und immatrikulierte sich am 31. Oktober 1577 an der Universität Padua, kehrte 1581 zurück nach Tübingen und wurde unter Andreas Planer 1581 zum Doktor der Medizin promoviert. Anschließend wurde er kaiserlicher Sekretär und unternahm als Hofmeister Reisen nach Frankreich, England und Italien.
Nachdem er 1583 zurückgekehrt war, wurde er Landschaftsphysikus in Linz und übernahm 1597 das Rektorat der Linzer Schule. Aus jener Stelle wurde er jedoch vertrieben. Daher ging er 1601 als Arzt nach Ansbach, übernahm 1602 die Apotheke in seinem Heimatort und geriet aufgrund seiner evangelischen Überzeugung in zunehmende Auseinandersetzungen. So dachte er 1605 darüber nach, seine dem Protestantismus feindliche Umgebung zu verlassen. Anscheinend hat er sich dann mit dem sächsischen Hof in Verbindung gesetzt, denn der sächsischen Kurfürst Christian II. von Sachsen empfahl ihn 1607 für eine Professur der Philosophie oder Medizin.
Dem Wunsch des Landesherrn folgend übertrug man Anomäus am 14. Juni 1607 die Professur der niederen Mathematik von Tobias Tandler. Der im regen Kontakt zu Johannes Kepler stehende Anomäus las über die Aritmeticam logisticam Obserrationes und begab sich Ende 1609 wieder nach Linz, da sich dort scheinbar die Lage entspannt hatte. Er wurde wieder Rektor der Schule und 1610 als Dichter mit der Dichterkrone ausgezeichnet, stand aber weiter mit der Wittenberger Universität in Kontakt, die er bei der Errichtung des Wittenberger Hospitals unterstützte.
Zur Hochzeit seines Sohnes Johann Joachim Anomäus begab er sich nach Steyr, wo er während der Feierlichkeiten einen Herzinfarkt erlitt und verstarb. Sein Leichnam wurde nach Linz überführt und dort beigesetzt.

## Schriften
- De causis dierum criticorum, Tübingen 1575
- De hypostasi in urina, Tübingen 1576